# Bécarde à calotte rousse
Pachyramphus castaneus
Espèce
Répartition géographique
Statut de conservation UICN

 LC  : Préoccupation mineure
La Bécarde à calotte rousse (Pachyramphus castaneus) est une espèce de passereaux de la famille des Tityridae.

## Liste des sous-espèces
Selon la classification de référence du Congrès ornithologique international (15.1, 2025) :
- Pachyramphus castaneus saturatus Chapman, 1914
- Pachyramphus castaneus intermedius von Berlepsch, 1879 — cordillère de la Costa (Venezuela)
- Pachyramphus castaneus parui Phelps & Phelps Jr, 1949 — cerro Parú
- Pachyramphus castaneus amazonus Zimmer, JT, 1936
- Pachyramphus castaneus castaneus (Jardine & Selby, 1827)